# Hochplatte (Lattengebirge)
Die Hochplatte ist ein 911 m hoher Berg im südlichen Gemeindegebiet von Bayerisch Gmain und in der gleichnamigen Gemarkung im Landkreis Berchtesgadener Land.
Eine Naturrodelbahn mit 750 m Länge verläuft seitlich der Hochplatte und endet am Parkplatz des Wanderzentrums.

## Lage
Er gehört zum Lattengebirge und befindet sich auf den Ausläufern des Gebirges Richtung Bayerisch Gmain. Der Berg ist rechts vom Wappach und links vom Weißbach umschlossen.

## Wanderwege
Die Hochplatte ist mit den Wanderzentrum Bayerisch Gmain der Einstieg zu zahlreichen Wanderwegen ins Lattengebirge.
An seinem Fuß befindet sich der Maisrundweg mit bis zu 650 m Höhe, der vom Parkplatz bis zum Weißbach und wieder zurück verläuft. Auf ca. halber Strecke des unteren Wegs befindet sich ein Weg zum Bergfriedhof nahe der B 20.
Der Hochplatte-Rundweg verläuft vom Parkplatz bis auf den Gipfel. Eine Aussichtskanzel befindet sich etwas neben dem Rundweg auf 800 m Höhe.